# Södra Kivu

Södra Kivus läge i Kongo-Kinshasa.

Södra Kivu eller Sydkivu (franska: Sud-Kivu) är en provins i Kongo-Kinshasa. Dess huvudstad heter Bukavu. Provinsens officiella språk är swahili. Provinsen har 2 837 779 invånare (1998) på en yta av 65 070 km². I söder gränsar provinsen till Tanganyikasjön, där den andra största staden Uvira har en hamn. I öster gränsar Södra Kivu till Rwanda, Burundi och Tanzania.
Södra Kivu, liksom grannen Norra Kivu, har varit hårt drabbat av andra Kongokriget och Kivukonflikten.
Södra Kivu fick först status som provins under perioden 1962–1966 då provinsen Kivu delades upp. Kivu återförenades 1966 som en administrativ region. I denna utgjorde Södra Kivu en subregion (sous-région). Kivu delades igen 1988.
Den 3 juli 2010 inträffade en svår tankbilsolycka i byn Sange nära den burundiska gränsen, längs vägen mellan Bukavu och Uvira. Över 200 människor miste livet när en tankbil med bensin från Tanzania välte och exploderade.